# Isidore Liseux
Antoine-Isidore Liseux né le 27 juin 1835 à Chacrise (Aisne) et mort à Paris le 11 janvier 1894 est un éditeur et traducteur français.

## Biographie
Isidore Liseux naît le 27 juin 1835 à Chacrise, où son père, Pierre-Antoine Liseux, est jardinier et l'époux de Victoire-Angélique Givry.  
Après avoir été élève de Mgr Dupanloup au petit séminaire de La Chapelle-Saint-Mesmin, Isidore Liseux devient éditeur à Paris entre 1875 et 1894, et publie entre autres des ouvrages érotiques. Dès 1876, l'érudit Alcide Bonneau lui apporte des manuscrits originaux et des ouvrages assez rares, ou du moins épuisés, et qu'ils éditent parfois en versions bilingues à partir du latin ou de l'italien. Jules Troubat (1836-1914) est aussi de ses collaborateurs.
Liseux n'est pas un éditeur d'ouvrages pornographiques ni clandestins : sa marque est visible et les mentions afférentes sont rarement fantaisistes. En revanche, il est imité dès la fin du XIXe siècle, sans doute dans le but de donner de la respectabilité à des textes qui n'en possédaient nullement ; quoi qu'il en soit, son catalogue fut pillé, ce qui constitue en général un signe de qualité.
Sa devise est « Scientia duce » (« Que la connaissance te guide ») et son modèle en matière de typographie est Pierre Jannet. Ses couvertures comportent un gaufrage et une impression parfois en bichromie. En cela, il est le successeur de Jules Gay ou Poulet-Malassis.
Il épouse Thérèse Fleury à Paris le 4 mars 1865.
Il ouvre boutique au 19, passage Choiseul à Paris, non loin des Éditions Alphonse Lemerre, et meurt au 2, rue Bonaparte. D'après Guillaume Apollinaire, il est mort ruiné. Ses archives furent récupérées par l'éditeur belge François van Crombrugghe (1855-1921), lequel travaillait également avec Auguste Brancart.

## Doutes erronés sur son existence
Il a été émis comme hypothèse que l'éditeur Isidore Liseux n'avait jamais existé, qu'il n'était en fait qu'un personnage inventé par l'éditeur Alcide Bonneau lui-même et ne faisait qu'un avec ce dernier. À l'appui de cette assertion, on peut éventuellement signaler qu'il n'existe aucun article sur Liseux dans le Nouveau Larousse illustré, alors qu'il en existe deux sur Bonneau.
Toutefois, l'existence d'Isidore Liseux est maintenant tenue pour certaine,. En 2009, une monographie lui est consacrée dans laquelle sont reproduits en fac-similés ses actes de naissance et de décès, ainsi que l'acte de naissance d'Alcide Bonneau.

## Publications
- La Conférence entre Luther et le diable au sujet de la messe racontée par Luther lui-même dans son livre de la Messe privés et de l’onction des Prêtres, commentaires par Nicolas Lenglet Du Fresnoy et Géraud de Cordemoy[6].  — Traduction commentée.
- Julius : Dialogue entre Saint Pierre et le Pape Jules II à la porte du paradis (1513), Traduction nouvelles en regard du texte latin par Edmond Thion, Paris, Isidore Liseux, 5, Rue du Scribe, 1875.